# Habropoda bucconis
Habropoda bucconis är en biart som först beskrevs av Heinrich Friese 1911.  Habropoda bucconis ingår i släktet Habropoda och familjen långtungebin. Inga underarter finns listade i Catalogue of Life.